# Santa Fe, Texas
Santa Fe là một thành phố thuộc quận Galveston, tiểu bang Texas, Hoa Kỳ. Năm 2010, dân số của xã này là 12222 người.

## Dân số
- Dân số năm 2000: 9548 người.
- Dân số năm 2010: 12222 người.